# Advanced Card Systems
Advanced Card Systems är en Hongkong-baserad tillverkare av smartkort-system, grundad 1995. Bolaget är noterat på Hongkong-börsen och omsätter 7,5 miljoner amerikanska dollar. Bolaget tillhandahöll bland annat ID-kort för deltagare och funktionärer vid de olympiska sommarspelen 2008 i Peking.